# Marquesado de Torre Alta
El marquesado de Torre Alta es un título nobiliario español creado por el rey Carlos IV el 19 de octubre de 1806, con el vizcondado previo de Careaga, a favor de José Avís Venegas de Careaga Gibaje y Ballesteros, alférez mayor y regidor perpetuo de Almería, descendiente de Cid Hiaya y de otras familias moriscas.

## Marqueses de Torre Alta
|                        | Titular                                                  | Periodo                |
| Creación por Carlos IV | Creación por Carlos IV                                   | Creación por Carlos IV |
| ---------------------- | -------------------------------------------------------- | ---------------------- |
| I                      | José Avís Venegas de Careaga Gibaje y Ballesteros        | 1806-1818              |
| II                     | Miguel José Avís Venegas de Careaga Gibaje y Marín       | 1818-1858              |
| III                    | Miguel José Avís Venegas de Careaga Gibaje y Heredia     | 1859-1861              |
| IV                     | Josefa de Careaga y Moreno-Bravo                         | 1862-1914              |
| V                      | Manuel Pedro Fernández de Córdoba y Careaga              | 1917-1936              |
| VI                     | María Josefa Fernández de Córdoba y Fernández de Córdoba | 1956-1994              |
| VII                    | Pedro Fernández de Córdoba y Sánchez                     | 1995-1996              |
| VIII                   | Pedro Fernández de Córdoba y Cascales                    | 1997-hoy               |

## Historia de los marqueses de Torre Alta
- José Avís Venegas de Careaga Gibaje y Ballesteros (Almería, 5 de noviembre de 1742-Almería, 2 de marzo de 1818), I marqués de Torre Alta,[1] alférez mayor perpetuo y regidor de la ciudad de Almería, gobernador militar de Almería y maestrante de Ronda. Era hijo de Andrés Avís Venegas de Careaga y Gibaje y de su prima hermana Luisa Antonia de Ballesteros y Bocanegra.[3]

Casó el 23 de marzo de 1765,en Almería, con María Teresa Marín y Benavides. En 1818 sucedió su hijo:
- Miguel José Avís Venegas de Careaga Gibaje y Marín (Almería, 8 de mayo de 1781-Almería, 31 de mayo de 1858), II marqués de Torre Alta,[6] regidor y alférez mayor de Almería, gran cruz de la Orden de Isabel la Católica, senador y maestrante de Ronda.[7]

Casó en primeras nupcias el 12 de octubre de 1799, en Jaén, con María de la Concepción de Ceballos y del Hierro, V vizcondesa de los  Villares, hija de Gabriel de Cevallos y Escobedo, IV vizconde de Los Villares, y de María Vicenta del Hierro y Rojas, de la casa de los vizcondes de Palazuelos.  Contrajo un segundo matrimonio el 2 de octubre de 1825, en Almería, con María del Mar Luisa del Valle y García. El 31 de mayo de 1859 sucedió su nieto, hijo de José María de Careaga y Ceballos, fallecido antes que su padre en 1853, y de su esposa Antonia de Heredia y Begines de los Ríos, hermana de Narciso Heredia y Begines de los Ríos, I marqués de Heredia y conde de Heredia-Spínola:
- Miguel José Avís Venegas de Careaga Gibaje y Heredia (Granada, 1 de mayo de 1826-Madrid, 17 de noviembre de 1861) III marqués de Torre Alta,[11] VII vizconde de Los Villares,  maestrante de Granada, caballero de la Orden de San Juan de Jerusalén, gentilhombre de cámara con ejercicio y regidor de Almería.[12]

Casó el 21 de julio  de 1855, en Granada, con María de los Dolores Moreno-Bravo y Chinchurretu. El 5 de agosto de 1862 sucedió su hija:
- Josefa de Careaga y Moreno-Bravo (Granada, 10 de mayo de 1856-Malpica del Tajo, 31 de agosto de 1914),[13] IV marquesa de Torre Alta[14] y VIII vizcondesa de Los Villares.

Casó en primeras nupcias el 26 de junio de 1875, en Almería, con Pedro de Alcántara Fernández de Córdoba y Álvarez de las Asturias Bohorques (1847-1878), hijo de Joaquín María Fernández de Córdoba-Figueroa y Álvarez de las Asturias Bohorques, XIII marqués de Povar, y de María del Carmen Álvarez de las Asturias Bohorques y Giráldez, I condesa de Santa Isabel, grande de España.  Contrajo un segundo matrimonio el 30 de abril de 1906 con Mariano Contreras y Granja. El 31 de julio de 1917 sucedió su hijo de su primer matrimonio:
- Manuel Pedro Miguel Fernández de Córdoba y Careaga (Madrid, 2 de diciembre de 1876-Almería, 2 de noviembre de 1936), V marqués de Torre Alta,[14] IX vizconde de Los Villares y regidor de Almería.

Casó el 7 de enero de 1905, en Madrid, con su tía, prima hermana de su padre, María de la Encarnación Fernández de Córdoba y Owens. El 4 de mayo de 1956 sucedió su hija:
- María Josefa Fernández de Córdoba y Fernández de Córdoba n. (Madrid, 24 de octubre de 1905-Madrid, 11 de agosto de 1994),[18] X vizcondesa de Los Villares[14] y VI marquesa de Torre Alta.[14]

Casó en primeras nupcias el 10 de agosto de 1929, en Madrid, con Pedro Sánchez y Cantón y en segundas el 12 de junio de 1939 con Manuel Paramás y Enríquez. Sucedió su hijo primogénito de su primer matrimonio en el marquesado y su segundogénito en el vizcondado:|t=20220125084315}}
- Pedro Fernández de Córdoba y Sánchez, también llamado Pedro Sánchez y Fernández de Córdoba (Madrid, 9 de octubre de 1929-Madrid, 30 de agosto de 1996),[20] VII marqués de Torre Alta,[14] regidor y alférez mayor perpetuo de la ciudad de Almería.[14]

Casó el 10 de junio de 1963 en el Real monasterio de Santa María de El Paular, con María de los Dolores Cascales y López. El 19 de abril de 1997 sucedió su hijo:
- Pedro Fernández de Córdoba y Cascales, VIII y actual marqués de Torre Alta[14] y XII vizconde de Los Villares en sucesión a su tío carnal José Antonio Fernández de Córdoba y Sánchez.[14]

Casado con Ada García y Castañón, padres de Gonzalo y Rodrigo Fernández de Córdoba y García.